# Кастельдафелс
Кастельдафелс (кат. Castelldefels, вимова літературною каталанською [kəs,teʎdəfέłs]) — місто, муніципалітет, розташований в Автономній області Каталонія, в Іспанії. Код муніципалітету за номенклатурою Інституту статистики Каталонії - 80569. Знаходиться у районі (кумарці) Баш-Любрагат (коди району - 11 та BT) провінції Барселона, згідно з новою адміністративною реформою перебуватиме у складі баґарії (округи) Барселона. За кількістю населення у 2007 р. місто займало 20 місце серед муніципалітетів Каталонії.

## Назва муніципалітету
Назва муніципалітету походить від пізньолатинського Castell de Fèlix, у середньовіччі фіксувалися назви Castrum felix (986 та 995), Castello de feles (980), Castrum quod dicitur Felix (987) та castrum de felis й castrum de fels (1211).

## Населення
Станом на 2023 рік населення міста становило 68.427 осіб. Населення міста (у 2007 р.) становить 58.955 осіб (з них менше 14 років - 16,8%, від 15 до 64 - 72,8%, понад 65 років - 10,4%). У 2006 р. народжуваність склала 774 особи, смертність - 288 осіб, зареєстровано 288 шлюбів. У 2001 р. активне населення становило 25.090 осіб, з них безробітних - 2.665 осіб.

Серед осіб, які проживали на території міста у 2001 р., 26.863 народилися в Каталонії (з них 6.484 особи у тому самому районі, або кумарці), 13.951 особа приїхала з інших областей Іспанії, а 5.614 осіб приїхало з-за кордону. 

Вищу освіту має 16,9% усього населення. 

У 2001 р. нараховувалося 16.585 домогосподарств (з них 19,4% складалися з однієї особи, 27% з двох осіб,23,5% з 3 осіб, 21,2% з 4 осіб, 6,2% з 5 осіб, 1,9% з 6 осіб, 0,6% з 7 осіб, 0,2% з 8 осіб і 0,2% з 9 і більше осіб).

Активне населення міста у 2001 р. працювало у таких сферах діяльності : у сільському господарстві - 0,6%, у промисловості - 17,8%, на будівництві - 11,5% і у сфері обслуговування - 70,1%. 

 У муніципалітеті або у власному районі (кумарці) працює 11.817 осіб, поза районом - 14.383 особи.
У місті присутня суттєва російська діаспора.

### Доходи населення
У 2002 р. доходи населення розподілялися таким чином :
| \| Доходи населення за статтями доходів \| Доходи населення за статтями доходів \| Доходи населення за статтями доходів \| \| Рік \| 2002 р. \| 2001 р. \| \| ------------------------------------ \| ------------------------------------ \| ------------------------------------ \| \| Заробітна платня \| 64,1% \| 65,8% \| \| Доходи від ведення бізнесу \| 26,1% \| 24,5% \| \| Соціальна допомога \| 9,9% \| 9,7% \| |         |         |
| Доходи населення за статтями доходів |         |         |
| Рік | 2002 р. | 2001 р. |
| Заробітна платня | 64,1%   | 65,8%   |
| Доходи від ведення бізнесу | 26,1%   | 24,5%   |
| Соціальна допомога | 9,9%    | 9,7%    |

### Безробіття
У 2007 р. нараховувалося 1.799 безробітних (у 2006 р. - 1.817 безробітних), з них чоловіки становили 42,9%, а жінки - 57,1%.

## Економіка
У 1996 р. валовий внутрішній продукт розподілявся по сферах діяльності таким чином :
| \| Валовий внутрішній продукт \| Валовий внутрішній продукт \| Валовий внутрішній продукт \| \| Рік \| 1996 р. \| 1991 р. \| \| -------------------------- \| -------------------------- \| -------------------------- \| \| Сільське господарство \| 0% \| 0% \| \| Промисловість \| 9,4% \| 0% \| \| Будівництво \| 11% \| 0% \| \| Послуги \| 79,6% \| 0% \| |         |         |
| Валовий внутрішній продукт |         |         |
| Рік | 1996 р. | 1991 р. |
| Сільське господарство | 0%      | 0%      |
| Промисловість | 9,4%    | 0%      |
| Будівництво | 11%     | 0%      |
| Послуги | 79,6%   | 0%      |

### Підприємства міста

#### Промислові підприємства
| \| Промислові підприємства міста, за сферою діяльності \| Промислові підприємства міста, за сферою діяльності \| Промислові підприємства міста, за сферою діяльності \| \| Рік \| 2002 р. \| 2001 р. \| \| --------------------------------------------------- \| --------------------------------------------------- \| --------------------------------------------------- \| \| Енергетичні та водні ресурси \| 2% \| 1,4% \| \| Хімія та метали \| 3,3% \| 2% \| \| Переробка металів \| 42,8% \| 39,9% \| \| Продукти харчування \| 8,6% \| 8,8% \| \| Текстиль \| 11,2% \| 12,2% \| \| Виробництво меблів, видання \| 29,6% \| 31,1% \| \| Інше \| 2,6% \| 4,7% \| \| Усього підприємств \| 152 \| 148 \| |         |         |
| Промислові підприємства міста, за сферою діяльності |         |         |
| Рік | 2002 р. | 2001 р. |
| Енергетичні та водні ресурси | 2%      | 1,4%    |
| Хімія та метали | 3,3%    | 2%      |
| Переробка металів | 42,8%   | 39,9%   |
| Продукти харчування | 8,6%    | 8,8%    |
| Текстиль | 11,2%   | 12,2%   |
| Виробництво меблів, видання | 29,6%   | 31,1%   |
| Інше | 2,6%    | 4,7%    |
| Усього підприємств | 152     | 148     |

#### Роздрібна торгівля
| \| Підприємства роздрібної торгівлі міста, за сферою діяльності \| Підприємства роздрібної торгівлі міста, за сферою діяльності \| Підприємства роздрібної торгівлі міста, за сферою діяльності \| \| Рік \| 2002 р. \| 2001 р. \| \| ------------------------------------------------------------ \| ------------------------------------------------------------ \| ------------------------------------------------------------ \| \| Продукти харчування \| 24% \| 25% \| \| Одяг та взуття \| 22,9% \| 21,5% \| \| Товари для дому \| 17,2% \| 17,4% \| \| Книги та періодичні видання \| 4,7% \| 4,4% \| \| Промислова хімічна продукція \| 6,8% \| 7,4% \| \| Продукція, пов'язана з транспортними засобами \| 4,7% \| 4% \| \| Інше \| 19,6% \| 20,3% \| \| Усього підприємств \| 716 \| 703 \| |         |         |
| Підприємства роздрібної торгівлі міста, за сферою діяльності |         |         |
| Рік | 2002 р. | 2001 р. |
| Продукти харчування | 24%     | 25%     |
| Одяг та взуття | 22,9%   | 21,5%   |
| Товари для дому | 17,2%   | 17,4%   |
| Книги та періодичні видання | 4,7%    | 4,4%    |
| Промислова хімічна продукція | 6,8%    | 7,4%    |
| Продукція, пов'язана з транспортними засобами | 4,7%    | 4%      |
| Інше | 19,6%   | 20,3%   |
| Усього підприємств | 716     | 703     |

#### Сфера послуг
| \| Підприємства міста, що працюють у сфері послуг, за діяльністю \| Підприємства міста, що працюють у сфері послуг, за діяльністю \| Підприємства міста, що працюють у сфері послуг, за діяльністю \| \| Рік \| 2002 р. \| 2001 р. \| \| ------------------------------------------------------------- \| ------------------------------------------------------------- \| ------------------------------------------------------------- \| \| Гуртова торгівля \| 10,6% \| 10,5% \| \| Готелі та готельний бізнес \| 22,3% \| 22,7% \| \| Транспорт та зв'язок \| 22,3% \| 22,1% \| \| Посередницькі фінансові послуги \| 2,6% \| 2,6% \| \| Послуги підприємствам \| 8,6% \| 8,3% \| \| Послуги фізичним особам \| 22,5% \| 23,3% \| \| Нерухомість та ін. \| 11,2% \| 10,5% \| \| Усього підприємств \| 1.833 \| 1.722 \| |         |         |
| Підприємства міста, що працюють у сфері послуг, за діяльністю |         |         |
| Рік | 2002 р. | 2001 р. |
| Гуртова торгівля | 10,6%   | 10,5%   |
| Готелі та готельний бізнес | 22,3%   | 22,7%   |
| Транспорт та зв'язок | 22,3%   | 22,1%   |
| Посередницькі фінансові послуги | 2,6%    | 2,6%    |
| Послуги підприємствам | 8,6%    | 8,3%    |
| Послуги фізичним особам | 22,5%   | 23,3%   |
| Нерухомість та ін. | 11,2%   | 10,5%   |
| Усього підприємств | 1.833   | 1.722   |

## Житловий фонд
У 2001 р. 13,2% усіх родин (домогосподарств) мали житло метражем до 59 м2, 47,7% - від 60 до 89 м2, 25,6% - від 90 до 119 м2 і
13,5% - понад 120 м2.

З усіх будівель у 2001 р. 32,9% було одноповерховими, 34,1% - двоповерховими, 16,3
% - триповерховими, 8,3% - чотириповерховими, 3,9% - п'ятиповерховими, 2,9% - шестиповерховими,
1,5% - семиповерховими, 0,1% - з вісьмома та більше поверхами.

## Автопарк
| \| Автомобілі, зареєстровані у місті, за призначенням \| Автомобілі, зареєстровані у місті, за призначенням \| Автомобілі, зареєстровані у місті, за призначенням \| \| Рік \| 2006 р. \| 2005 р. \| \| -------------------------------------------------- \| -------------------------------------------------- \| -------------------------------------------------- \| \| Приватні автомобілі \| 71% \| 71,9% \| \| Мотоцикли \| 12,7% \| 11,9% \| \| Вантажівки \| 13% \| 13% \| \| Трактори \| 0,6% \| 0,6% \| \| Автобуси та ін. \| 2,6% \| 2,6% \| \| Усього автомобілів \| 37.057 шт. \| 35.289 шт. \| |            |            |
| Автомобілі, зареєстровані у місті, за призначенням |            |            |
| Рік | 2006 р.    | 2005 р.    |
| Приватні автомобілі | 71%        | 71,9%      |
| Мотоцикли | 12,7%      | 11,9%      |
| Вантажівки | 13%        | 13%        |
| Трактори | 0,6%       | 0,6%       |
| Автобуси та ін. | 2,6%       | 2,6%       |
| Усього автомобілів | 37.057 шт. | 35.289 шт. |

## Вживання каталанської мови
У 2001 р. каталанську мову у місті розуміли 91,7% усього населення (у 1996 р. - 91,5%), вміли говорити нею 63,8% (у 1996 р. - 
63,2%), вміли читати 65,8% (у 1996 р. - 60,8%), вміли писати 40,9
% (у 1996 р. - 37,1%). Не розуміли каталанської мови 8,3%.

## Політичні уподобання
У виборах до Парламенту Каталонії у 2006 р. взяло участь 19.045 осіб (у 2003 р. - 20.918 осіб). Голоси за політичні сили розподілилися таким чином:
| \| Вибори до Парламенту Каталонії \| Вибори до Парламенту Каталонії \| Вибори до Парламенту Каталонії \| \| Рік \| 2006 р. \| 2003 р. \| \| -------------------------------------- \| ------------------------------ \| ------------------------------ \| \| Конвергенція та Єднання (CiU) \| 27,9% \| 24,6% \| \| Соціалістична партія Каталонії (PSC) \| 27,9% \| 36% \| \| Народна партія (PP) \| 16,9% \| 19,4% \| \| Ініціатива за Каталонію — Зелені (ICV) \| 9,3% \| 7,6% \| \| Республіканська лівиця Каталонії (ERC) \| 9,1% \| 10,6% \| \| Громадяни — Громадянська партія (C's) \| 6,3% \| 0% \| \| Інші \| 2,6% \| 1,8% \| |         |         |
| Вибори до Парламенту Каталонії |         |         |
| Рік | 2006 р. | 2003 р. |
| Конвергенція та Єднання (CiU) | 27,9%   | 24,6%   |
| Соціалістична партія Каталонії (PSC) | 27,9%   | 36%     |
| Народна партія (PP) | 16,9%   | 19,4%   |
| Ініціатива за Каталонію — Зелені (ICV) | 9,3%    | 7,6%    |
| Республіканська лівиця Каталонії (ERC) | 9,1%    | 10,6%   |
| Громадяни — Громадянська партія (C's) | 6,3%    | 0%      |
| Інші | 2,6%    | 1,8%    |

У муніципальних виборах у 2007 р. взяло участь 17.389 осіб (у 2003 р. - 20.258 осіб). Голоси за політичні сили розподілилися таким чином:
| \| Муніципальні вибори \| Муніципальні вибори \| Муніципальні вибори \| \| Рік \| 2007 р. \| 2003 р. \| \| -------------------------------------- \| ------------------- \| ------------------- \| \| Конвергенція та Єднання (CiU) \| 15,6% \| 12,8% \| \| Соціалістична партія Каталонії (PSC) \| 30,7% \| 35,8% \| \| Народна партія (PP) \| 19,9% \| 20,5% \| \| Ініціатива за Каталонію — Зелені (ICV) \| 10,8% \| 11,4% \| \| Республіканська лівиця Каталонії (ERC) \| 6,3% \| 7,3% \| \| Громадяни — Громадянська партія (C's) \| 0% \| 0% \| \| Інші \| 16,6% \| 12,1% \| |         |         |
| Муніципальні вибори |         |         |
| Рік | 2007 р. | 2003 р. |
| Конвергенція та Єднання (CiU) | 15,6%   | 12,8%   |
| Соціалістична партія Каталонії (PSC) | 30,7%   | 35,8%   |
| Народна партія (PP) | 19,9%   | 20,5%   |
| Ініціатива за Каталонію — Зелені (ICV) | 10,8%   | 11,4%   |
| Республіканська лівиця Каталонії (ERC) | 6,3%    | 7,3%    |
| Громадяни — Громадянська партія (C's) | 0%      | 0%      |
| Інші | 16,6%   | 12,1%   |